# علیرضا عبداللهی
علیرضا عبداللهی (متولد ۲۱ دی ۱۳۷۹ در تهران) ورزشکار کشتی‌گیر آزادکار اهل ایران است. از افتخارات وی می‌توان به طلای مسابقات قهرمانی نوجوانان آسیا ازبکستان ۲۰۱۸ اشاره کرد.

## فعالیت حرفه‌ای ورزشی

### جام قهرمانان ترکیه ۲۰۱۹
در وزن ۹۲ کیلوگرم این رقابت‌ها، عبداللهی در دو دور گئورگی چانکسلانی از گرجستان و کشتی‌گیری از ترکیه را با نتایج ۱۰ بر صفر و ۱۴ بر ۲ مغلوب کرد و راهی دیدار فینال شد. وی در دیدار فینال با نتیجه ۱۰ بر صفر از سد نماینده کشور آذربایجان گذشت و صاحب مدال طلا شد.

### قهرمانی جوانان جهان روسیه ۲۰۲۱
در وزن ۹۷ کیلوگرم علیرضا عبداللهی در دور نخست با امتیاز عالی ۱۵ بر ۴ مقابل چارالامپوس آفتوفوریدیس از یونان به برتری دست یافت. وی در دوم با نتیجه ۹ بر ۷ از سد سوسلان ژاگایف از روسیه گذشت و به مرحله نیمه نهایی راه یافت. وی در این مرحله با نتیجه ۹ بر ۸ مغلوب پولات پولاتجی از کشور ترکیه شد و به دیدار رده‌بندی رفت. وی در این دیدار مقابل رادو لفتر از مولداوی با نتیجه ۵ بر ۴ به پیروزی دست یافت و صاحب مدال برنز شد.

### قهرمانی نوجوانان جهان کرواسی ۲۰۱۸
در وزن ۹۲ کیلوگرم علیرضا عبداللهی در دور اول یونس غفوراف از قزاقستان را با نتیجه ۱۰ بر صفر شکست داد. وی در دور دوم نیز با نتیجه ۲ بر صفر از سد آلبرت جیمز فراری از آمریکا گذشت و در دور سوم مقابل مونو داهیا از هند با نتیجه ۱۰ بر صفر پیروز شد و به مرحله نیمه نهایی رفت. وی در این مرحله با نتیجه ۵ بر صفر یوهانس مایر از آلمان را از پیش رو برداشت و در دیدار فینال مقابل عمر آگتاس از ترکیه هم به برتری رسید تا مدال طلای این دور از رقابت‌ها را برای ایران به ارمغان بیاورد.

### قهرمانی جوانان جهان استونی ۲۰۱۹
در وزن ۹۲ کیلوگرم علیرضا عبداللهی در دور نخست با نتیجه ۹ بر ۲ مغلوب آلان باگایف از روسیه شد و با توجه به حضور حریفش در دیدار فینال، به گروه بازنده‌ها راه یافت. وی ابتدا در این گروه با نتیجه ۱۴ بر ۱۱ پولات پولاتچی از ترکیه را شکست داد و در دور بعد نیز با نتیجه ۴ بر صفر از سد آسخاب حمزاتوف از آذربایجان گذشت و راهی دیدار رده‌بندی شد. عبدالهی در این دیدار مقابل ارطغرل آگجا از آلمان با نتیجه ۸ بر ۶ مغلوب شد و به مقام پنجم رسید.